# Pedro Núñez Navarrete
Pedro Núñez Navarrete (Constitución, Región del Maule, 3 de agosto de 1906-Santiago, Región Metropolitana de Santiago, 5 de enero de 1989) fue un  compositor y pedagogo chileno, autor de más de 400 obras (piezas sinfónicas, de cámara, para solistas instrumentales y para coros).

## Biografía
Realizó sus estudios secundarios en el Liceo de  Hombres de Constitución y luego pasó al Internado Nacional Barros Arana, en Santiago, al tiempo que tomó clases particulares de música (las que había iniciado cuando pequeño). 
En la Escuela Normal de Curicó se tituló de maestro primario, en 1924, y se trasladó nuevamente a Santiago, donde enseñó por espacio de diez años. 
Se matriculó en el Conservatorio Nacional de Música en 1932, donde fue discípulo de Norman Fraser, Juan Reyes, Rosita Renard (piano) y Pedro Humberto Allende (armonía y composición). Dos años después, decidió abandonar el profesorado para entregarse de lleno a su vocación musical y componer sus primeras obras. 
Algún tiempo más tarde, retomó la docencia en calidad de profesor de música, desempeñándose entonces en los liceos Experimental Manuel de Salas, José Victorino Lastarria, Manuel Barros Borgoño y en el Internado Nacional Barros Arana (compuso la música del himno de este último colegio). 
Fundó la Sociedad Chilena de la Música en 1942, de la que fue su presidente. También encabezó el Círculo de Amigos del Coro Arsis XXI y en varios periodos integró el directorio de la Asociación nacional de Compositores.
En la década de 1970 fue profesor del Conservatorio de Música de la Universidad Austral de Chile, en Valdivia y, andando los años, llegó a dirigir su propia escuela de música. Un año antes de su muerte, recibió el Premio Arrau 1988.